# Рангунский университет

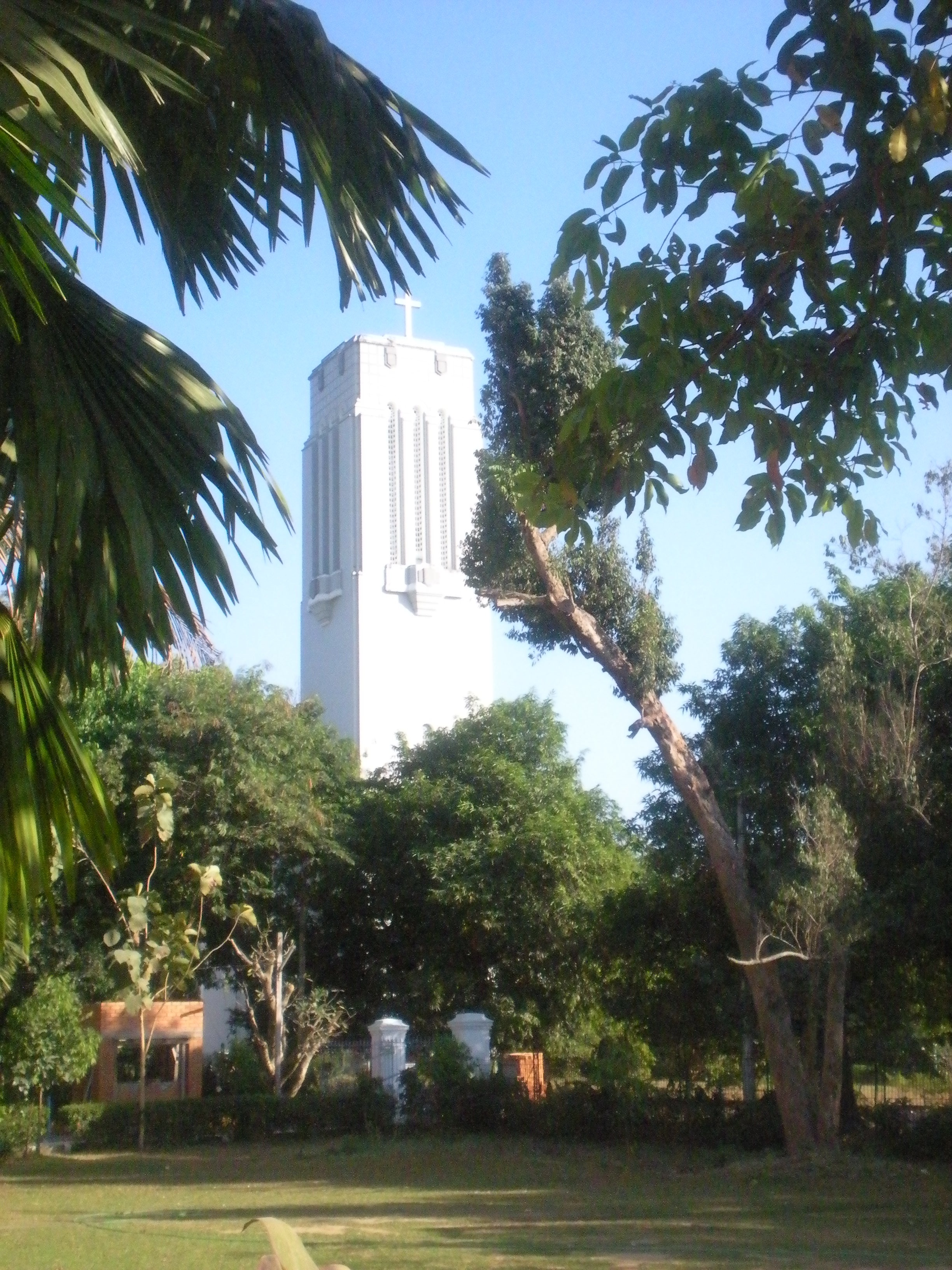
Judson Tower

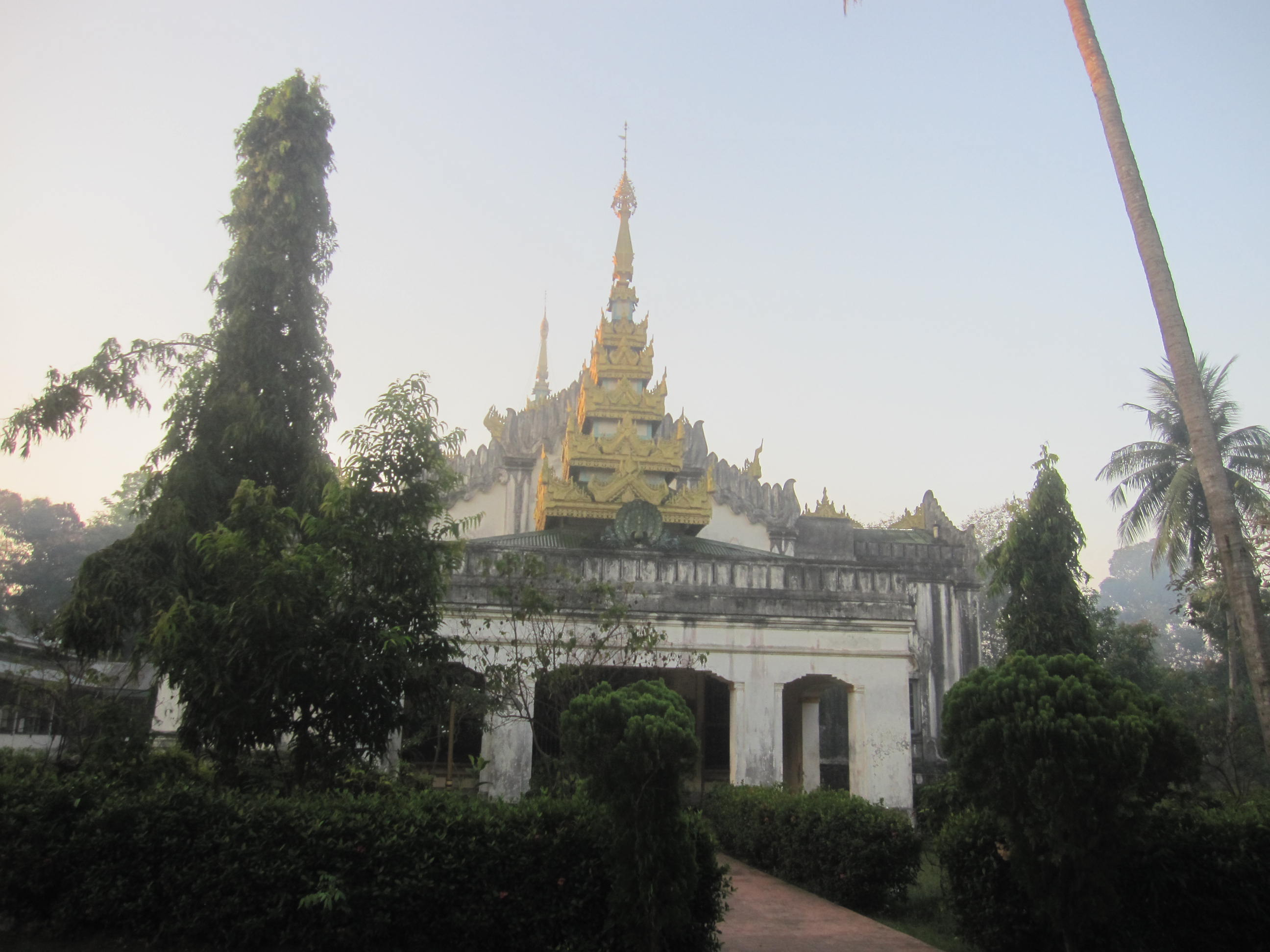
Dhamma Hall

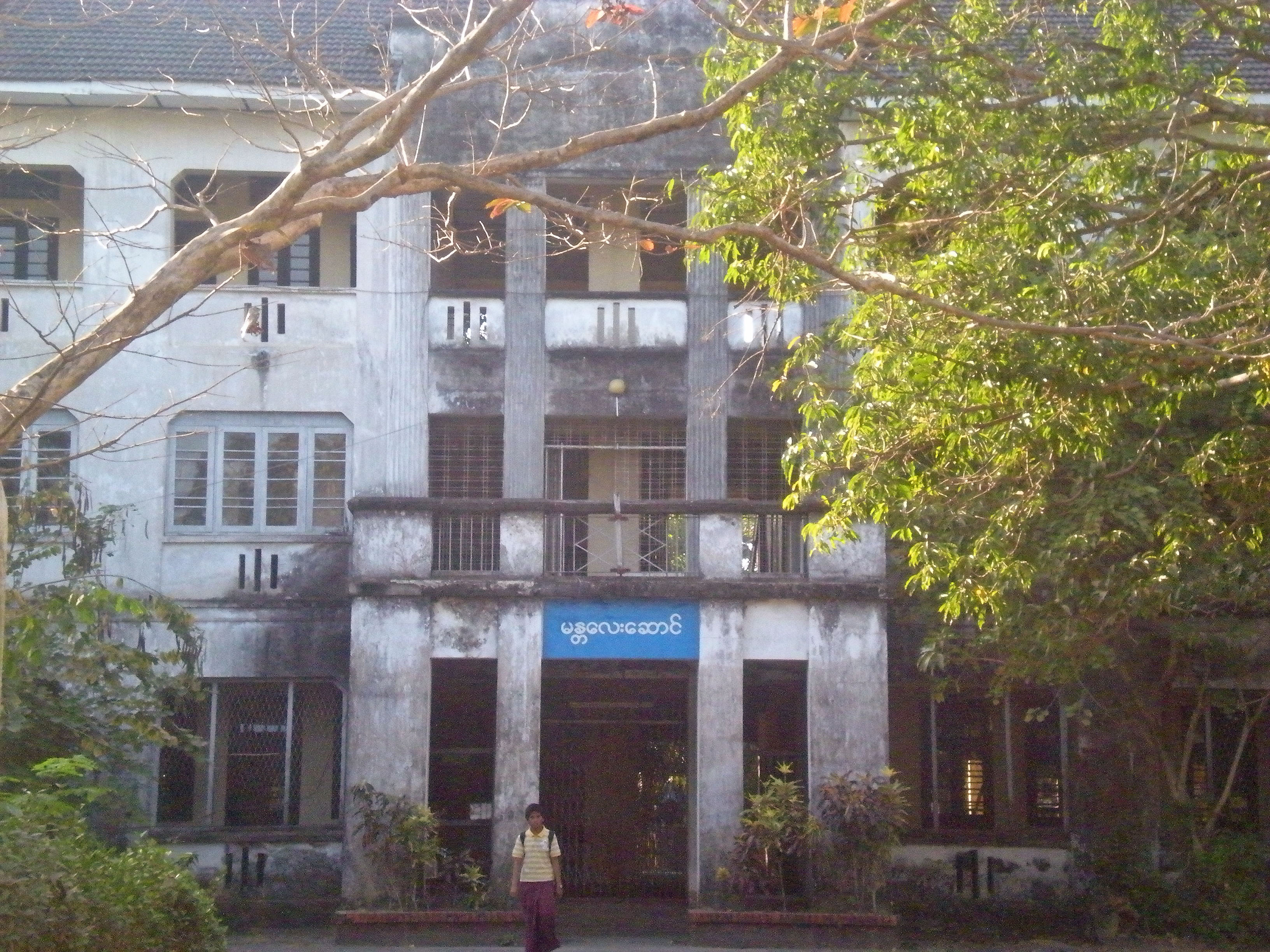
Mandalay hall

Рангунский университет (бирм. ရန်ကုန် တက္ကသိုလ်) — университет расположенный в крупнейшем городе и бывшей столице Мьянмы г. Янгон (ранее Рангу́н, Бирма). Девиз «С правдой и верностью».

## История
Основан в 1878 году. Старейший университет в современной системе образования Мьянмы и самый известный университет в стране. Создан колониальными властями Британской Бирмы на базе местного колледжа Калькуттского университета.
В 1904 году переименован в Государственный колледж, в 1920 году — в Университетский колледж. С 1920 года действовал, как Рангунский университет, созданный по образцу Кембриджского и Оксфордского университетов. Рангунский университет искусств и наук с 1964 г.
В 1989 году был переименован в Университет Янгона.
Рангунский университет стал одним из самых престижных университетов Юго-Восточной Азии и одним из ведущих университетов Азии. В университете обучалось около 13 500 студентов.
Университет после уличных беспорядков в 1996 г. был закрыт, а студенты распущены из-за опасений повторения восстания 8888. Чтобы студенты не собирались вместе, правительство разбросало существовавшие институты и факультеты, входящие в Янгонский университет, в отдельные учебные заведения, разбросанные по всему городу. Новыми учебными заведениями стали, такие как Университет Дагона, Университет Восточного Янгона и Университет Западного Янгона.

## Структура
- Кафедра антропологии
- Кафедра археологии
- Кафедра ботаники
- Кафедра зоологии
- Кафедра биологии
- Кафедра химии
- Кафедра физики
- Кафедра компьютерных наук
- Кафедра английской филологии
- Факультет географии
- Кафедра геологии
- Кафедра истории
- Кафедра промышленной химии
- Факультет международных отношений
- Юридический факультет
- Кафедра библиотечно-информационных исследований
- Кафедра математики
- Факультет Мьянмы
- Кафедра востоковедения
- Кафедра философии
- Кафедра психологии

Рангунский университет на протяжении всей своей истории был центром гражданского недовольства и студенческих выступлений. Все три общенациональные забастовки против британской администрации (1920, 1936 и 1938) начались в Рангунском университете. Лидеры бирманского движения за независимость, среди которых Аун Сан, У Ну, У Не Вин, Ба Мо, Кхин Ньюн, Вин Маунг и У Тан, были одними из самых известных выпускников университета. Традиции студенческих протестов в университете продолжалась и в постколониальную эпоху — в 1962, 1974, 1988 и 1996 годах.